# Teodor Lippmaa
Teodor Lippmaa, né le 17 novembre 1892 à Riga et mort le 27 janvier 1943 à Tartu, est un botaniste estonien.

## Biographie
Diplômé de la Faculté des sciences de l'université de Tartu (1925), il commence à enseigner en 1926. En 1930, il devient directeur de l'Institut de botanique et du Jardin botanique de Tartu. En 1939, il est élu à l'Académie estonienne des sciences.
Il joue un rôle majeur en étudiant de façon systématique l'ensemble de la flore estonienne et contribue au développement de la politique environnementale en Estonie en présidant le Conseil de conservation de la nature (1935-1938). Il est aussi président de la société estonienne des naturalistes de 1939 à 1942.
Il est tué avec sa famille lors du bombardement de Tartu par l'aviation soviétique. Son fils Endel, absent au moment du drame, deviendra scientifique et homme politique.